# Hohe Warte (Rothaargebirge)
Die Hohe Warte ist ein 644,8 m ü. NHN hoher Berg im Rothaargebirge. Er liegt unmittelbar östlich Alertshausens (Kreis Siegen-Wittgenstein, Nordrhein-Westfalen), jedoch auf der Gemarkung Dodenaus im Landkreis Waldeck-Frankenberg in Hessen.

## Geographie

### Lage
Die Hohe Warte erhebt sich als Teil der Ostabdachung des Rothaargebirges im zum Hinterländer Ederbergland gehörenden Elbrighäuser Wald. Sie gehört größtenteils zum Stadtgebiet des hessischen Battenberg, deren Kernstadt etwa 9 km südöstlich liegt; der Battenberger Stadtteil Dodenau befindet sich 5,5 km südöstlich. Die Westflanke erstreckt sich in Hessen und auch im zu Westfalen gehörenden Wittgensteiner Land mit Alertshausen. In Hessen entspringt im östlichen Übergangsbereich zu den Heidenköpfen (ca. 610 m) der Elbrighäuser Bach und am südwestlich benachbarten Hintersten Kopf (604,5 m) der Riedgraben, und in Nordrhein-Westfalen wird der Berg im Westen von der durch Alertshausen fließenden Elsoff passiert; sie alle sind Eder-Zuflüsse.

### Naturräumliche Zuordnung
Die Hohen Warte liegt in der naturräumlichen Haupteinheitengruppe Süderbergland (Nr. 33) auf der Grenze der Haupteinheit Ostsauerländer Gebirgsrand (332) mit der Untereinheit Hinterländer Ederbergland (332.1) und dem Naturraum Elbrighäuser Wald (332.11) etwa im Südosten zur Haupteinheit Rothaargebirge (mit Hochsauerland) (333) mit der Untereinheit Winterberger Hochland (333.5) und dem Naturraum Wilde Struth (333.50) etwa im Nordwesten.

### Berghöhe
Die Hohe Warte ist 644,8 m hoch. Ihre Höhe wird teils aber nur mit rund 642 m angegeben, was sich auf eine knapp 100 m südsüdöstlich ihres Gipfels gelegene Stelle auf 641,5 m Höhe bezieht.

## Schutzgebiete
Nach Nordosten fällt die Landschaft der Hohen Warte in das Naturschutzgebiet Elbrighäuser Bach (CDDA-Nr. 162917; 1995 ausgewiesen; 1,44 km² groß) und nach Süden in das NSG Riedgraben (CDDA-Nr. 165175; 1995; 76 ha) ab; beide sind Teil des Fauna-Flora-Habitat-Gebiets Obere Eder (FFH-Nr. 4917-350; 23,35 km²). Die hessischen Teile des Bergs, und damit sein weitaus größter Teil, liegen im Vogelschutzgebiet Hessisches Rothaargebirge (VSG-Nr. 4917-401; 272,73 km²).

## Geschichte

### Befestigungsanlage
Nach der Selbständigkeit der Wittgensteiner Grafen im Jahre 1238 wurde um 1250 auf der Hohen Warte eine burgähnliche Befestigungsanlage errichtet. Diese stellte eine eindeutige Grenzmarkierung zwischen Battenberg und Wittgenstein dar.

### Namensentstehung
Schon im frühen Mittelalter wurden Warten als Beobachtungspunkte angelegt. Das Wort Wart leitet sich vom Althochdeutschen warta ab, was so viel wie warnen bedeutet. 

## Verkehr und Wandern
Westlich vorbei an der Hohen Warte führt auf westfälischer Seite in Nordnordost-Südsüdwest-Richtung die Landesstraße 877 (Diedenshausen–Alertshausen–Elsoff). Der bewaldete Berg ist, zum Beispiel an dieser Straße beginnend, auf Wald- und Wirtschaftswegen zu erreichen, die unter anderem vorbei an den auf einer Hochebene oberhalb der Ortschaft Alertshausen liegenden Außengehöften Karlsburg und Burghelle führen. Etwa 450 m südöstlich vom Gipfel liegt der Hof Fallgrube.